# دوري الدرجة الأولى الأرجنتيني 1932
دوري الدرجة الأولى الأرجنتيني 1932 (بالإسبانية: Campeonato de Primera División 1932)‏ هو الموسم 2 من  دوري الدرجة الأولى الأرجنتيني. الذي يشرف على تنظيمه اتحاد الأرجنتين لكرة القدم، وكان عدد الأندية المشاركة فيه  18، وفاز فيه نادي أتلتيكو ريفر بليت.